# Shima av Kalingga
Shima, född 600-talet, död efter 674, var regerande drottning av Kalingga omkring år 674.  Hon är känd för legenden om hennes sanningsprincip.  